# The Ames Brothers
I The Ames Brothers sono stati un gruppo musicale statunitense composto da quattro fratelli originari di Malden, in Massachusetts e attivo dal 1947 al 1963.

## Formazione
- Ed Ames (Edmund Dantes Urick; 9 luglio 1927)
- Vic Ames (Vic Urick; 20 maggio 1925 – 23 gennaio 1978)
- Joe Ames (Joseph Urick; 3 maggio 1921 – 22 dicembre 2007)
- Gene Ames (Gene Urick; 13 febbraio 1924 – 26 aprile 1997)

## Discografia

### Album
- Sing a Song of Christmas (1950)
- Sweet Leilani (1951)
- Sentimental Me (1951)
- Home on the Range (1952)
- Favorite Spirituals (1952)
- Hoop-De-Doo (1952)
- In the Evening by the Moonlight (1953)
- Love's Old Sweet Songs (1955)
- The Magic Melting Pot of Melody with Hugo Winterhalter and His Orchestra (1956)
- Exactly Like You with Joe Reisman and His Orchestra (1956)
- The Ames Brothers with Hugo Winterhalter and His Orchestra (1956)
- My Love Serenade (1957)
- The Sounds of Christmas Harmony (1957)
- There'll Always Be a Christmas with Sid Ramin's Orchestra (1957)
- Destination Moon with Sid Ramin's Orchestra (1958)
- Smoochin' Time with Sid Ramin's Orchestra (1958)
- The Best of the Ames (1958)
- The Ames Brothers Sing the Best in the Country (1959)
- The Ames Brothers Sing Famous Hits of Famous Quartets with Hugo Winterhalter and His Orchestra (1959)
- Hello Amigos with Esquivel's Orchestra (1960)
- The Blend and the Beat (1960)
- Hello Italy! (arranged by Bill McElhiney) (1963)
- Knees Up! Mother Brown (1963)
- For Sentimental Reasons (1964)
- Down Memory Lane with the Ames Brothers (1964)
- The Best of the Ames (1975; reissue of the 1958 LP)
- The Very Best Of The Ames Brothers (1998)